# アオジ
アオジ（青鵐、蒿鵐、蒿雀、Emberiza spodocephala）は、スズメ目ホオジロ科ホオジロ属に分類される鳥類。

## 分布
インド北部、中華人民共和国、台湾、朝鮮民主主義人民共和国、日本、ネパール、ブータン、ロシア南東部
夏季に中華人民共和国、ロシア南東部、朝鮮半島北部で繁殖し、冬季になると中華人民共和国南部、台湾、インドシナ半島などへ南下し越冬する。日本では亜種アオジが北海道や本州中部以北で繁殖し、中部以西で越冬する。また少数ながら基亜種が越冬（冬鳥）や渡りの途中（旅鳥）のため、主に本州の日本海側や九州に飛来する。

## 形態
全長14-16.5 cm。体重16-25 g。上面は褐色の羽毛で覆われ、黒い縦縞が入る。中央部2枚の尾羽は赤褐色。外側の左右5枚ずつは黒褐色で、最も外側の左右2枚ずつは白い。
上嘴は暗褐色、下嘴の色彩は淡褐色。後肢の色彩は淡褐色。
オスは眼先や喉が黒い。
- アオジ E. s. personata

下面が黄色い羽毛で覆われ、喉が黄色い。オスの成鳥は頭部は緑がかった暗灰色で覆われ、目と嘴の周りが黒い。和名のアオは緑も含めた古い意味での青の意でオスの色彩に由来する。青色の鳥類の和名にはオオルリ、ルリビタキなどのように瑠璃色が用いられている。漢字表記の「蒿」はヨモギの意。メスの成鳥は緑褐色の羽毛で覆われ、上面が緑褐色の羽毛で覆われる。色合いなどはノジコに似ており、素人では見分けが困難である。
|                              |
| 各方向からのメス、喉が黄色い |

- シベリアアオジ E. s. spodocephala

下面が淡黄色の羽毛で覆われる。オスの成鳥は頭部と胸部が暗灰色の羽毛で覆われる。メスの成鳥は灰褐色の羽毛で覆われ、上面が灰色がかった緑褐色の羽毛で覆われる。

## 生態
開けた森林や林縁に生息する。非繁殖期には藪地などにも生息する。非繁殖期には群れを形成することもあるが、単独でいることが多い。用心深い性質で、草むらの中などに身を潜める。
植物の種子や昆虫類を食べる。地上で採食する。
繁殖形態は卵生。地表や低木の樹上に植物の茎や葉を組み合わせたお椀状の巣を作り、5-7月に1回に3-5個の卵を産む。抱卵期間は14-15日で、雌が抱卵し、雛は孵化してから12-13日で巣立つ。雄は繁殖期に縄張りをもち、高木の上などの高所でさえずる。

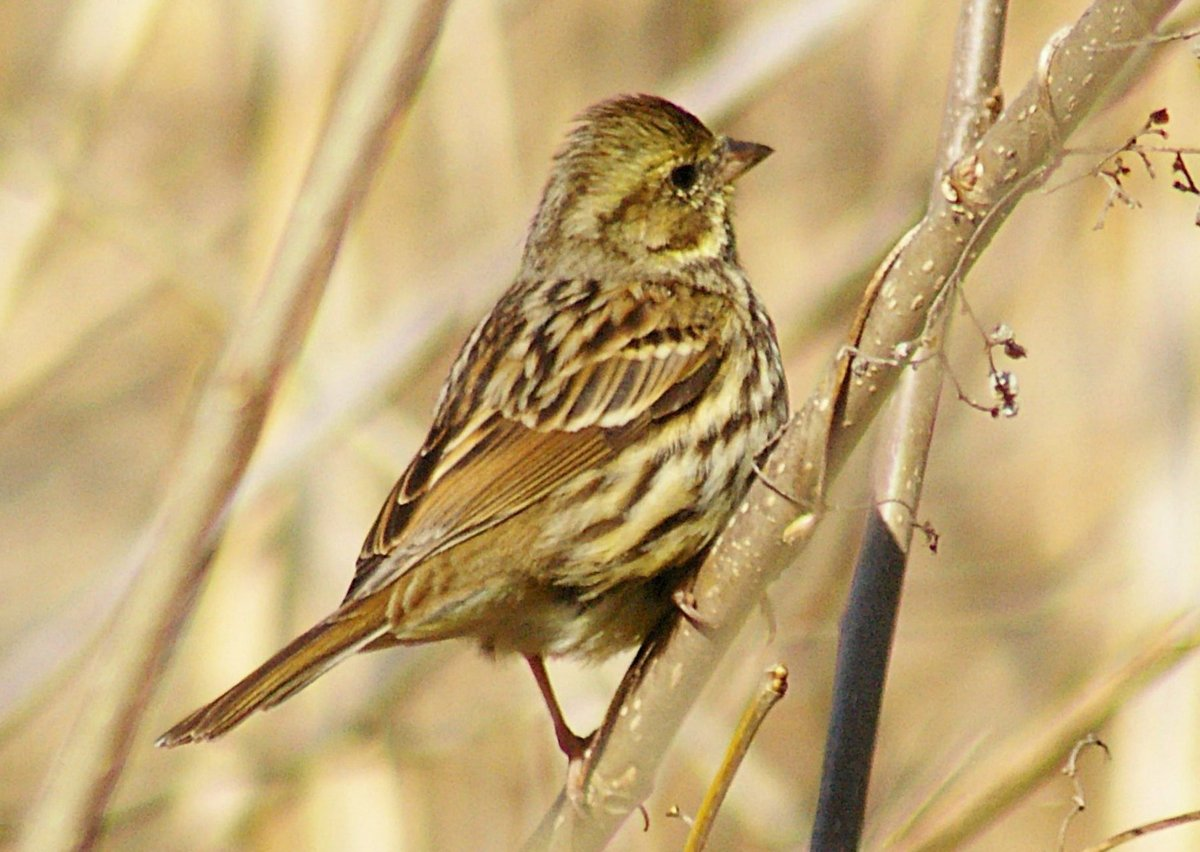
メス
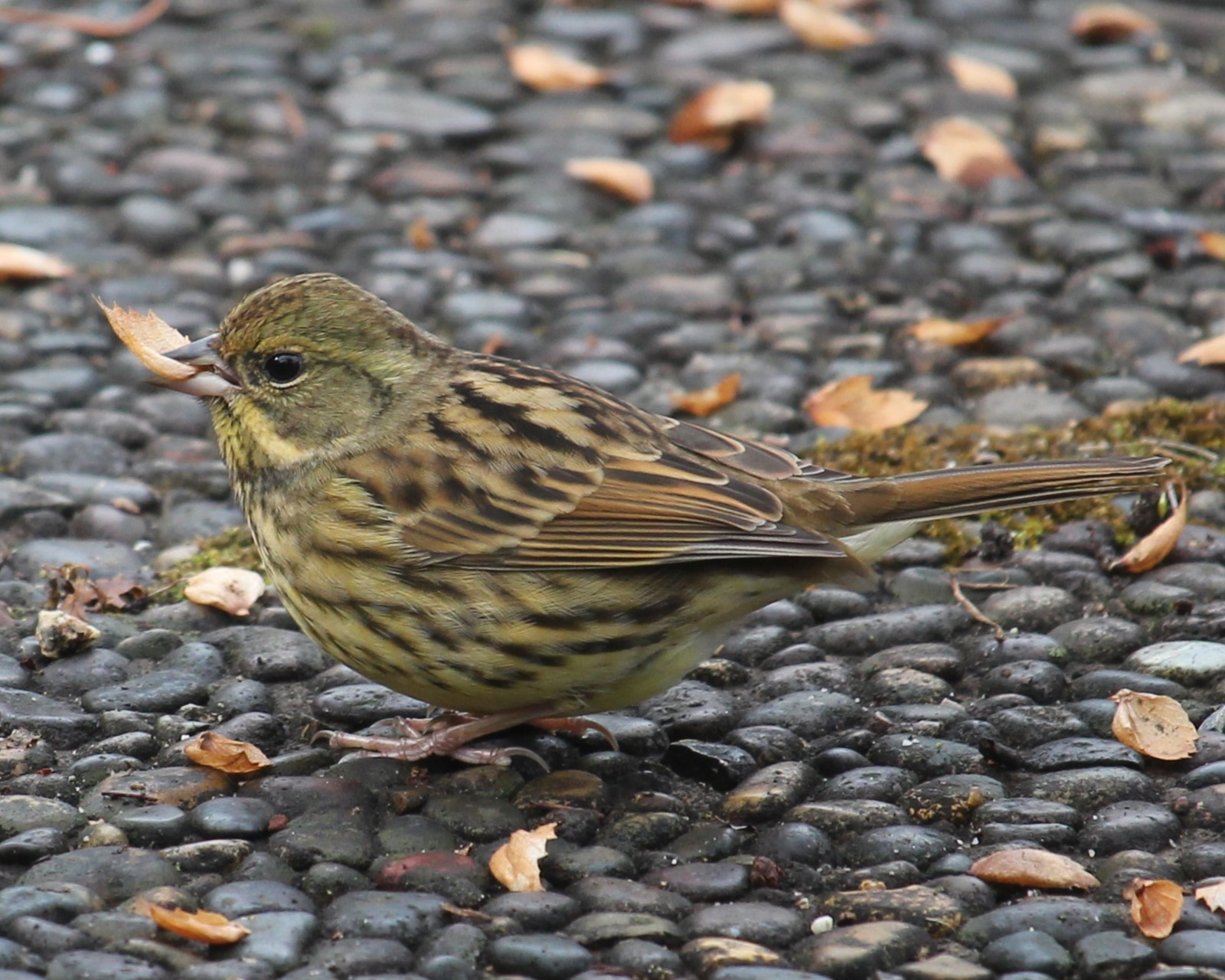
メス
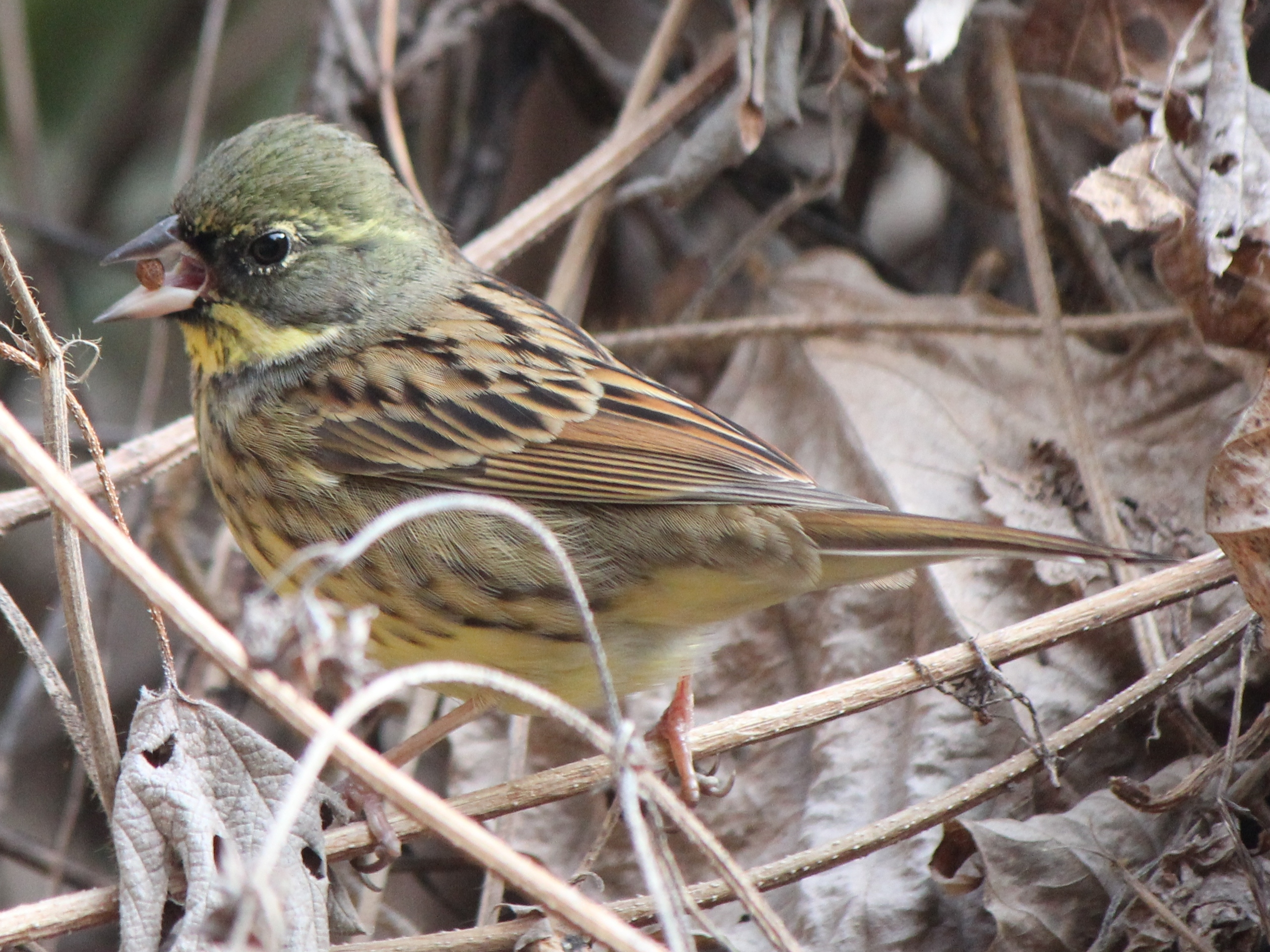
種子をくわえたメス
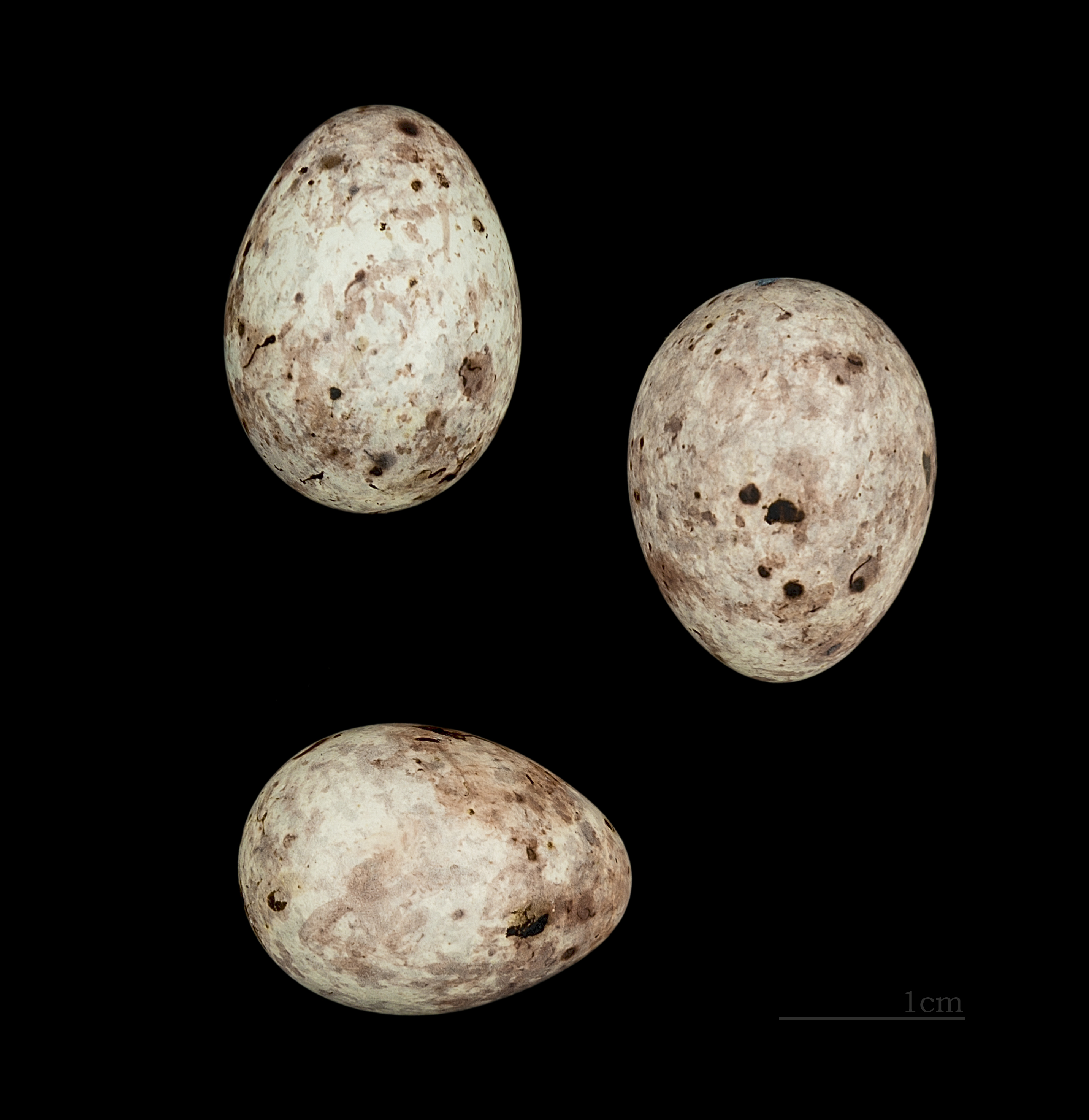

## 亜種
亜種には以下の3つがある
- アオジE. s. personata Temminck, 1836
- (亜種和名なし) E. s. sordida Blyth, 1845
- シベリアアオジ E. s. spodocephala Pallas, 1776

なお、亜種 E. s. sordida の亜種和名をカラアオジとする文献があり、この亜種和名を使った例はインターネット上にも印刷物にも、しばしばみられる。しかし、カラアオジという亜種和名はもともと E. s. extremi-orientis に対してつけられた和名であるので、E. s. sordida の和名をカラアオジとするのは混乱のもとであり、好ましくないだろう。亜種 E. s. extremi-orientis  については、現在ではこれを基亜種 E. s. spodocephala の後行シノニムとみなして亜種として認めない説が一般的である。

## 近縁種
- キアオジ Emberiza citrinella
- ノドグロアオジ Emberiza cirlus
- シマアオジ Emberiza aureola
- ノジコ Emberiza sulphurata

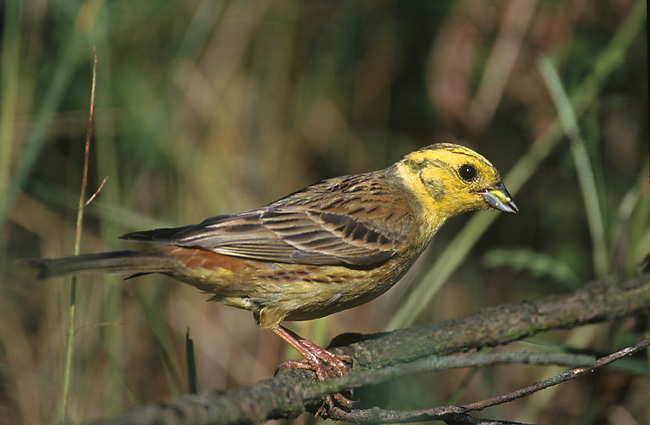
キアオジ
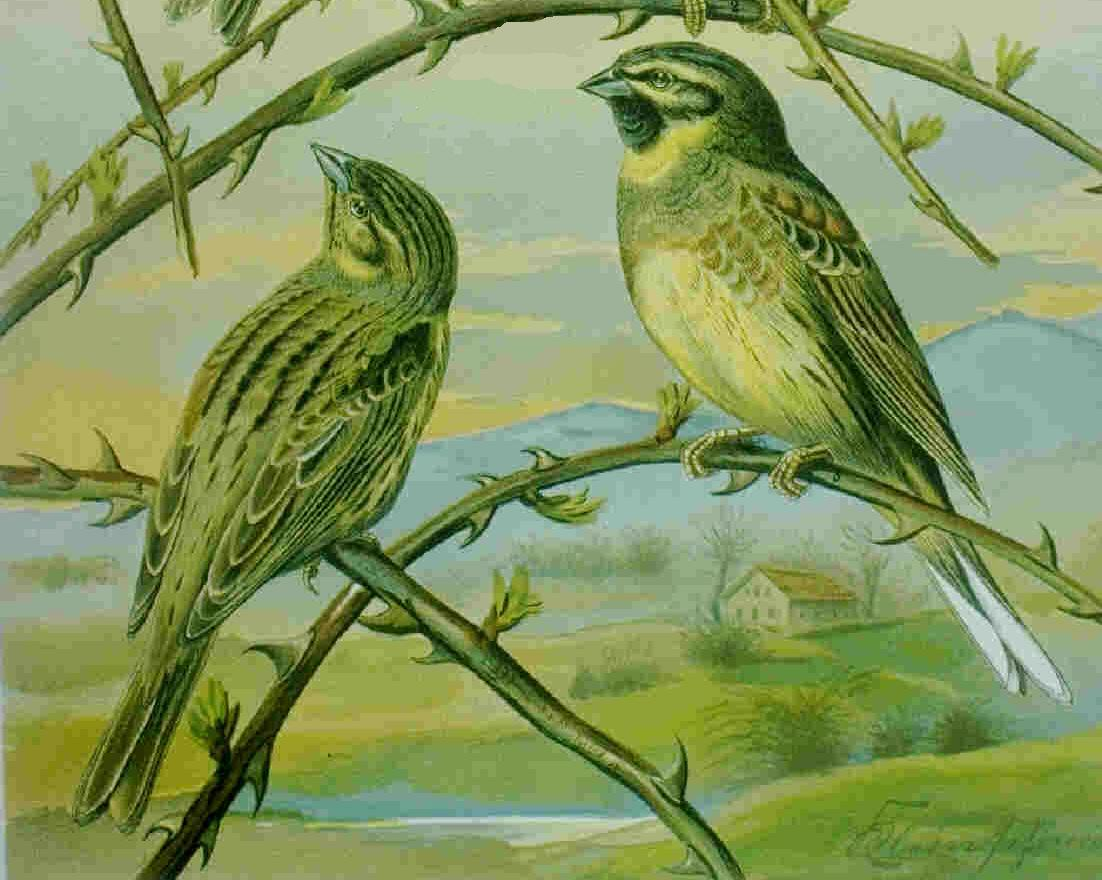
ノドグロアオジ
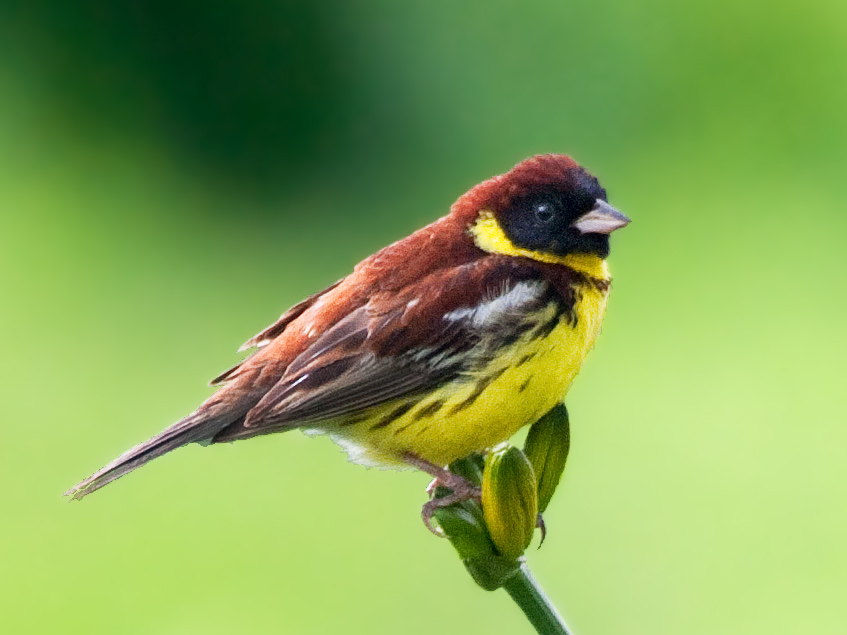
シマアオジ
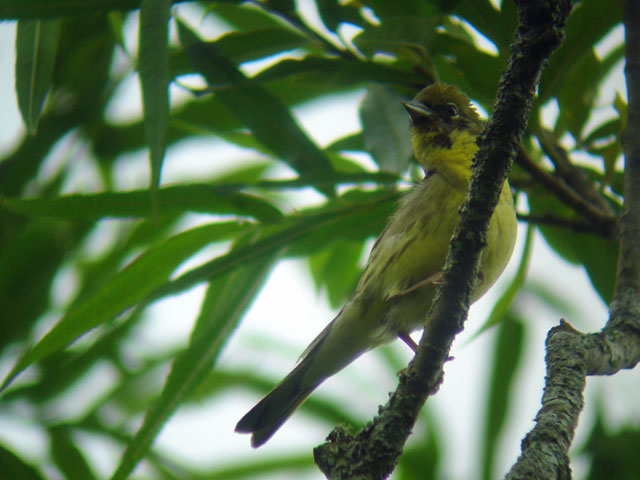
ノジコ　（オス）

## 種の保全状況評価
国際自然保護連合（IUCN）により、軽度懸念（LC）の指定を受けている。
アオジE. s. personataは、日本の以下の都道府県でレッドリストの指定を受けている。
- 危急種（絶滅危惧II類・VU） - 神奈川県、奈良県
- 準絶滅危惧（NT） - 山形県、埼玉県、兵庫県
- 情報不足（DD） - 高知県